# Adrien Étienne Gaudez
Adrien Étienne Gaudez ( 1845 - 1902 ) fue un escultor francés nacido en Lyon, el 9 de febrero de 1845 , fallecido en Neuilly sur Seine el 23 de enero de 1902.
Fue alumno de Francois Jouffroy en la Ecole des Beaux-Arts en París en 1862.
Prisionero de Guerra en Magdeburgo en 1870, es obra suya la estatua en memoria de los prisioneros franceses de esta ciudad. 

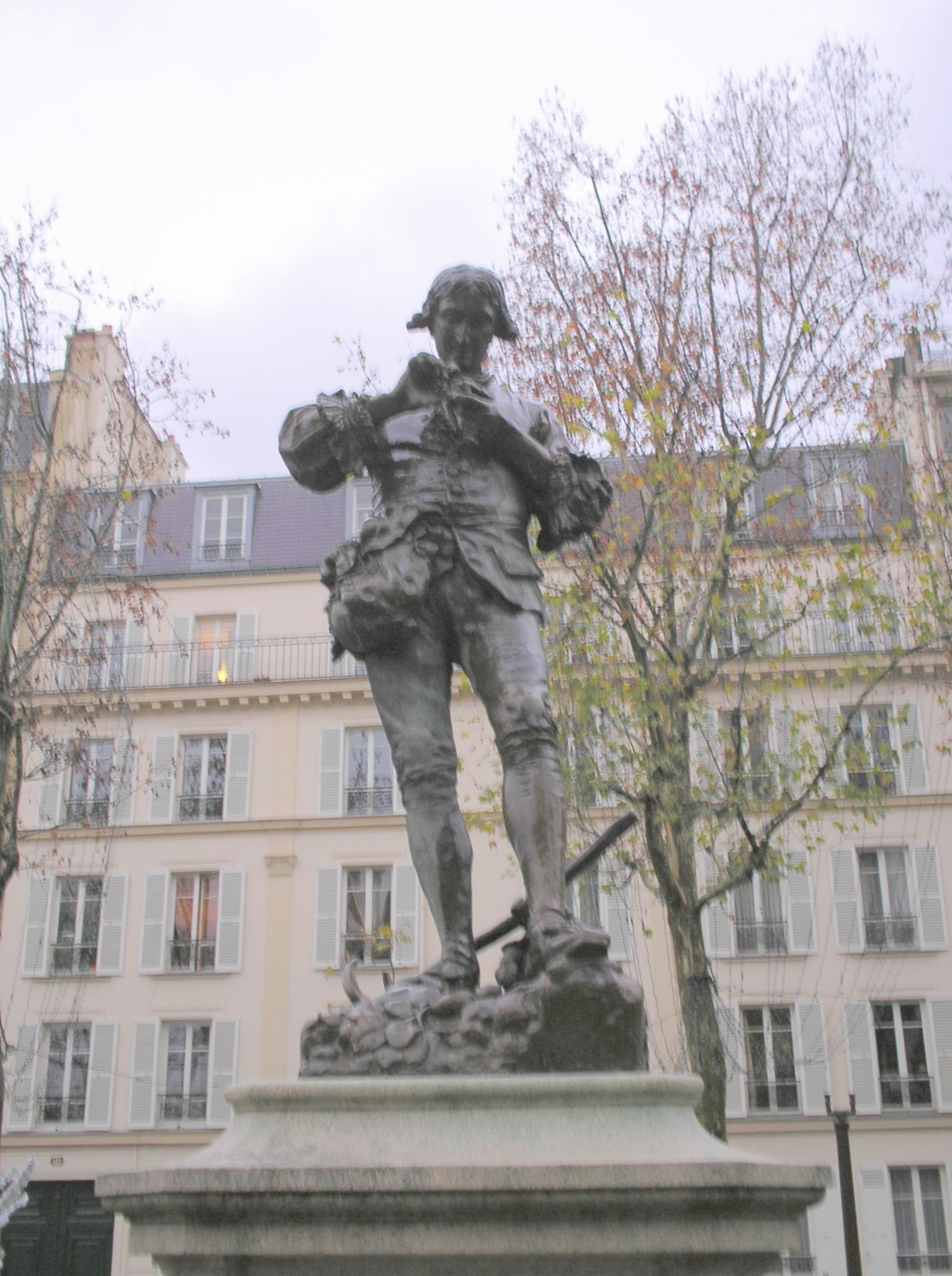
Estatua de Parmentier en la plaza del ayuntamiento de Neuilly sur Seine.

Participó en el Salón de París de 1878, con la escultura de yeso titulada La infancia de Júpiter.

## Obras

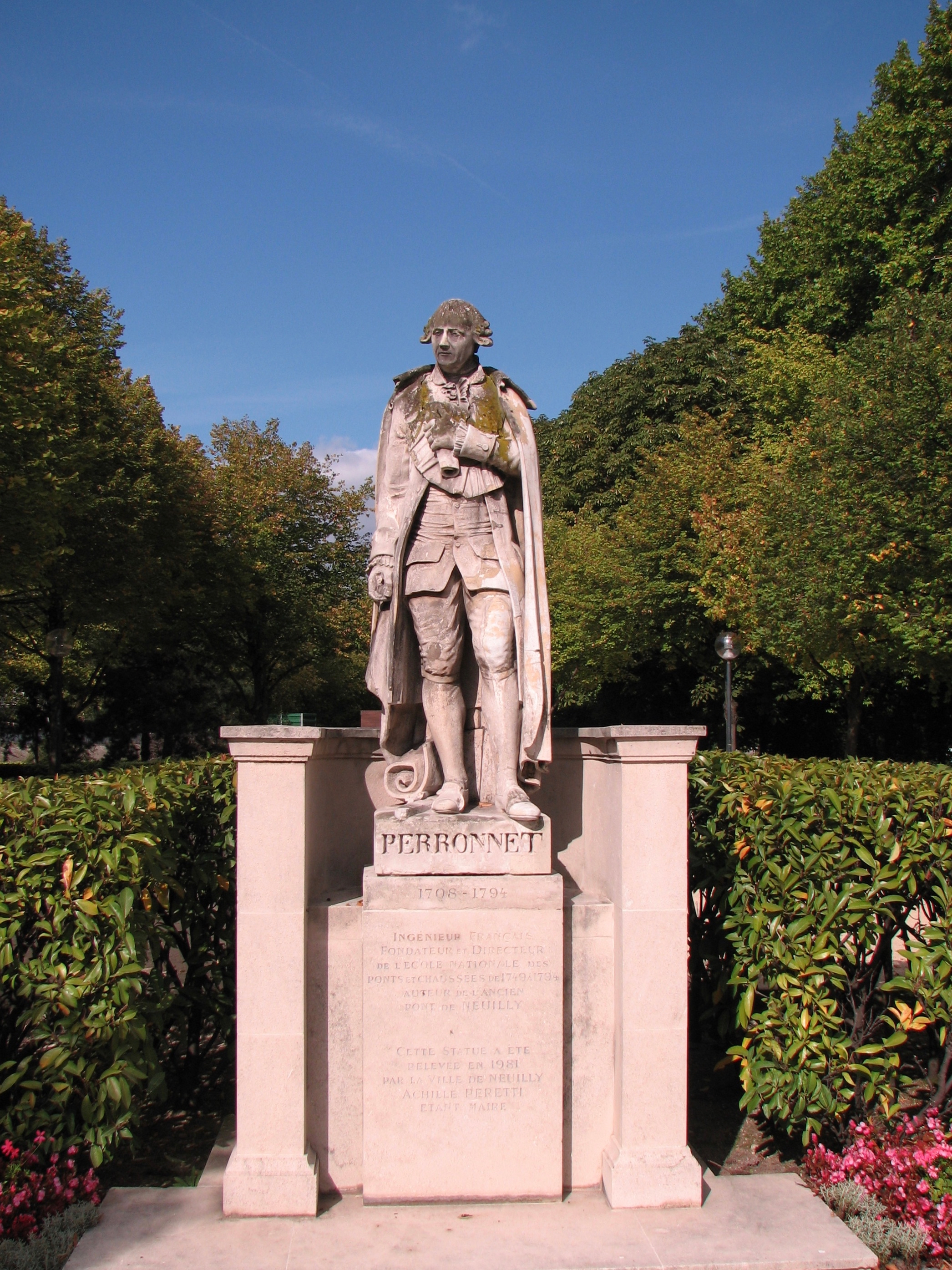
monumento al arquitecto Jean-Rodolphe Perronet en Neuilly sur Seine.

Entre las mejores y más conocidas obras de Adrien Étienne Gaudez se incluyen los siguientes monumentos:
- Monumento de Florian , Alès
- Memorial de la guerra de 1870, a los muertos del condado de Remiremont , inaugurado por Raymond Poincaré , entonces Ministro de Instrucción Pública, en 1892.
- Estatua de Hebe en Neuilly-sur-Seine
- Estatua de Antoine Augustin Parmentier , Neuilly-sur-Seine
- Estatua del monumento al arquitecto Jean-Rodolphe Perronet autor del puente de la concordia de París.[1] El monumento emplazado en Neuilly-sur-Seine estuvo realizado junto al arquitecto Georges Guiard.

Y los siguientes bronces:
- Gloria al trabajo - Gloire au travail, 1890
- El regreso de las golondrinas - Le retour des hirondelles
- El Derecho - Le Devoir
- Alegoría de la Ciencia y la Literatura
- Santa Juana de Arco

- Busto de Louis Pasteur
- Estatuilla de Mozart tocando el violín